# Xã East Providence, Quận Bedford, Pennsylvania
Xã East Providence (tiếng Anh: East Providence Township) là một xã thuộc quận Bedford, tiểu bang Pennsylvania, Hoa Kỳ. Năm 2010, dân số của xã này là 1.854 người.